# Forte San Moritio
Il forte San Moritio (San Maurizio), a Coazze, nella città metropolitana di Torino, fu edificato a partire dal 1628 presso il Colle della Roussa per contrastare eventuali puntate offensive francesi attraverso il valico, che all'epoca segnava il confine tra il Delfinato e il Piemonte. La sua peculiarità sta nel fatto che è uno dei pochissimi esempi di fortificazione a stella presenti in ambiente montano.